# Блазьерт
Блазье́рт (фр. Blaziert) — коммуна во Франции, находится в регионе Юг — Пиренеи. Департамент — Жер. Входит в состав кантона Кондом. Округ коммуны — Кондом.
Код INSEE коммуны — 32057.

## География
Коммуна расположена приблизительно в 570 км к югу от Парижа, в 90 км северо-западнее Тулузы, в 34 км к западу от Оша.
По территории коммуны протекает река Овиньон.

## Климат
Климат умеренно-океанический. Лето жаркое и немного дождливое, температура часто превышает 35 °С. Зимой часто бывает отрицательная температура и ночные заморозки. Годовое количество осадков — 700—900 мм.

## Население
Население коммуны на 2010 год составляло 136 человек.
| 1962 | 1968 | 1975 | 1982 | 1990 | 1999 | 2010 |
| ---- | ---- | ---- | ---- | ---- | ---- | ---- |
| 245  | 200  | 147  | 138  | 121  | 124  | 136  |

## Экономика
В 2010 году среди 84 человек трудоспособного возраста (15-64 лет) 54 были экономически активными, 30 — неактивными (показатель активности — 64,3 %, в 1999 году было 70,3 %). Из 54 активных жителей работали 51 человек (31 мужчина и 20 женщин), безработных было 3 (0 мужчин и 3 женщины). Среди 30 неактивных 5 человек были учениками или студентами, 12 — пенсионерами, 13 были неактивными по другим причинам.

## Достопримечательности
- Церковь Св. Власия (XIX век)

## Фотогалерея

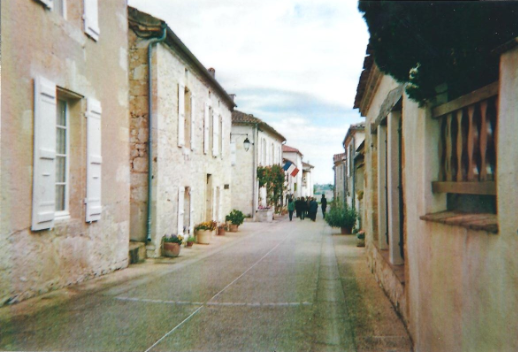
Мэрия
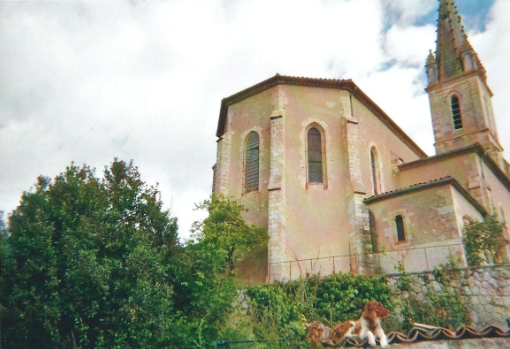
Церковь
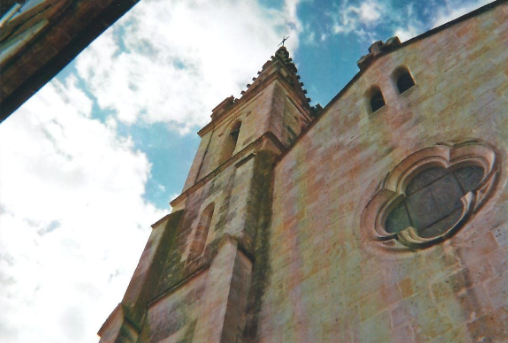
Церковь
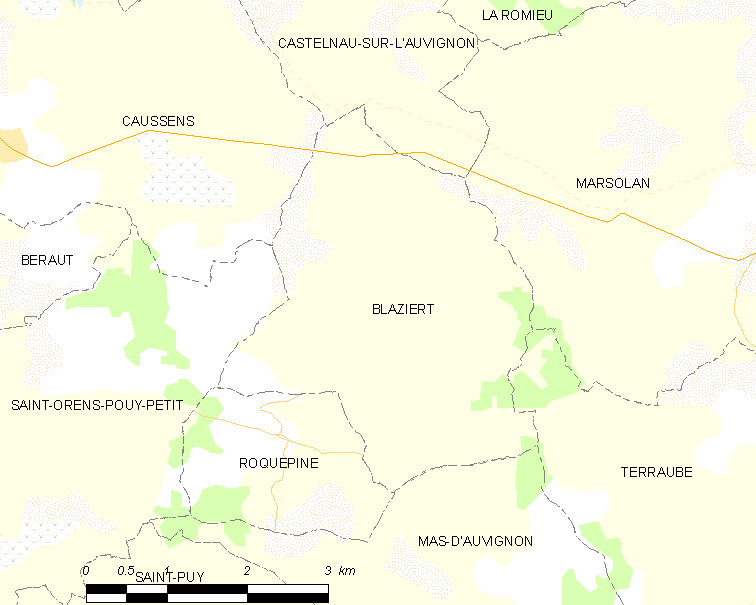
Карта коммуны